# Disputation (diskussion)
Disputation var i äldre tider ett meningsutbyte eller lärd strid. En disputation krävdes för att erhålla olika akademiska examina eller titlar, men även för att få en befattning som lärare. Disputationer, främst baserade på motsättningen mellan skolastiker och humanister, var den viktigaste formen för vetenskapligt utbyte vid 1100- och 1200-talens universitet men utvecklades därifrån till en form för akademisk examina, som blev basen för dagens disputationer där man försvarar sin avhandling.

## 1600-talets disputationer
De flesta disputationer som hölls var disputationer pro exercitio, ett slags övningar i retorik, dialektik och logisk argumentation med de klassiska grekiska författarna som förebild. Sådana fick alla studenter hålla flera stycken. För att vinna promotion inom någon fakultet skulle studenten disputera pro gradu det vill säga genomgå en gradualdisputation.
De äldsta kända (om än aldrig offentligt fastslagna) stadgarna för Uppsala universitet, skrivna 1606 av Johannes Rudbeckius beskriver hur och när disputationer skulle hållas. Ingen fick utan laga förfall neka till att agera vare sig opponent (granskare) eller respondent (försvarare), och universitets professorer var skyldiga att disputera två gånger per år. Disputationerna hölls mellan 7 och 10 på lördagsförmiddagarna, då inga föreläsningar skulle hållas, med obligatorisk närvaro för studenterna. De teser som skulle diskuteras skulle anges till dekanus åtta dagar i förväg.
Uppsala universitets stadgar från 1655 och Lunds universitets från 1666, som i väldigt hög grad liknar varandra, anger att disputationen skulle anslås sex dagar före ventilationen och att exemplar av den skulle delas ut. Gradualdisputationernas högtidlighet markerades genom att rektor skulle bära ämbetesdräkt och följas av pedeller bärande på silverspiror. Respondenter kunde vara både lärda med akademisk grad och andra, som dock behövde någon med  minst magistergrad att presidera disputationen. Professorer skulle varje år författa och ventilera minst en disputation. Vid ventilationen skulle alltid finnas en preses, som ofta författat den avhandling som skulle diskuteras, en respondent som skulle redogöra för avhandlingens innehåll och även försvara den samt två opponenter, granskare, som utsågs av preses eller av respondenten.

## Mot en modernare form
Ända in på mitten av 1800-talet var avhandlingen oftast författad av preses och tryckningen bekostades av respondenten. Disputationer var därmed enda sättet för universitetslärare att få sina vetenskapliga alster tryckta utan att behöva betala tryckningen själva. Troligen var det därför som disputationerna urartade till tomma formaliteter av tvivelaktigt vetenskapligt värde, utan den tankeövning som ursprungligen var dess kärna. Disputationerna stördes dessutom ofta av olämpliga uppträdanden. 1852 års stadgar avskaffade dessa missförhållanden och det bestämdes att den som ville vinna doktorsgrad själv skulle författa sin avhandling och försvara den offentligt, så som det går till vid en modern disputation.